# Дон Кіхот мого дитинства
«Дон Кіхот мого дитинства» — радянський художній фільм 1978 року, знятий Сакеном Наримбетовим на кіностудії «Казахфільм».

## Сюжет
Телефільм-притча про молоду людину, яка живе у своєму уявному світі та потрапляє у різні смішні ситуації.

## У ролях
- Кубатбек Жусубалієв — головна роль
- Гульзія Бельбаєва — головна роль
- Байкенже Бельбаєв — другорядна роль
- Кудайберген Султанбаєв — другорядна роль
- Нуржуман Іхтимбаєв — другорядна роль
- Дімаш Ахімов — другорядна роль
- Жанна Керімтаєва — другорядна роль
- Алішер Сулейменов — другорядна роль

## Знімальна група
- Режисер — Сакен Наримбетов
- Сценарист — Сакен Наримбетов
- Оператори — Ігор Вовнянко, Федір Аранишев
- Художник — Абдрашит Садиханов